# Phauloppia topali
Phauloppia topali är en kvalsterart som beskrevs av Balogh och Csiszár 1963. Phauloppia topali ingår i släktet Phauloppia och familjen Oribatulidae. Inga underarter finns listade i Catalogue of Life.